# Wladimir Afanassjewitsch Obrutschew

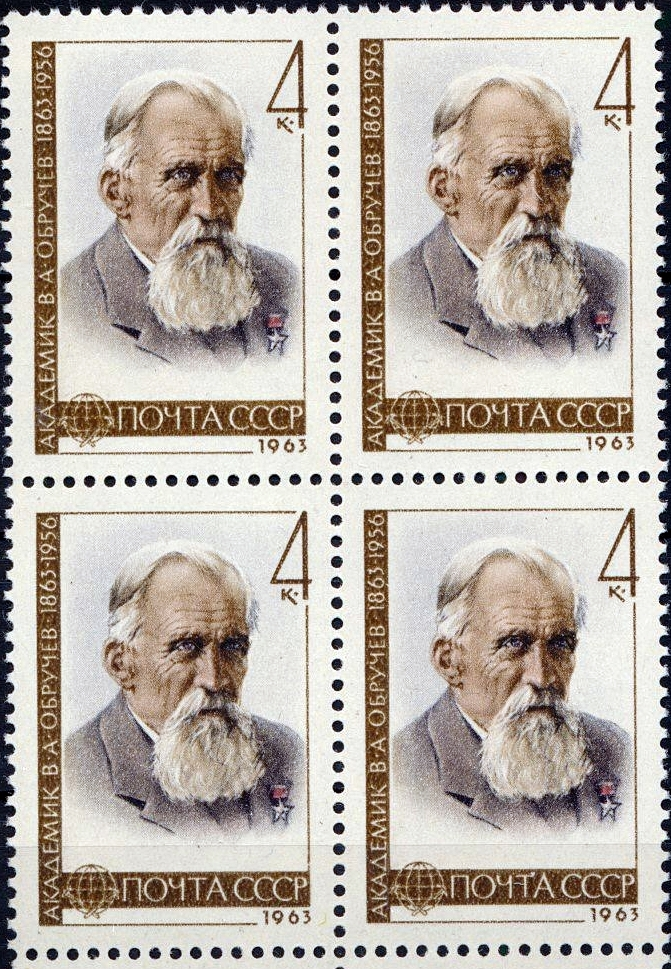
Briefmarkenausgabe zum 100. Geburtstag W. A. Obrutschews (Sowjetunion 1963)

Wladimir Afanassjewitsch Obrutschew (russisch Владимир Афанасьевич Обручев, wiss. Transliteration Vladimir Afanas'evič Obručev; * 28. Septemberjul. / 10. Oktober 1863greg. in Klepenino, Gouvernement Twer; † 19. Juni 1956 in Moskau) war ein bedeutender sowjetischer Geologe, Geograph und Schriftsteller. Er ist vor allem als geologischer Erforscher Sibiriens und von Zentralasien bekannt.

## Leben

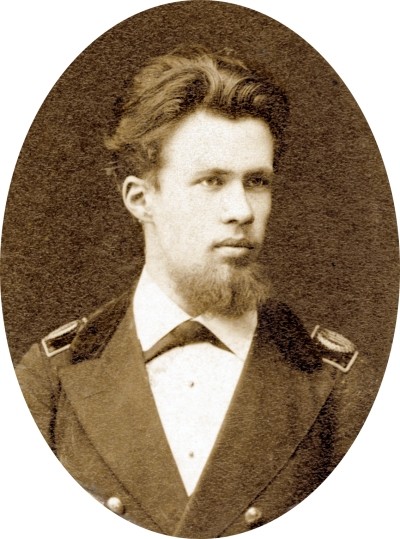
1886

### Herkunft und Ausbildung
Der Vater Afanassij Alexandrowitsch Obrutschew († 1881) war ein russischer Offizier, die Mutter Paula Gaertner, eine deutsche Pfarrerstochter aus dem Baltikum. Die Familie wechselte in seinen ersten Lebensjahren öfter den Wohnort, da der Vater nach dem Polnischen Aufstand an verschiedene Orte wie Brest, Radom und Wilna abkommandiert wurde.
Wladimir besuchte das Realgymnasium in Wilna und studierte anschließend am Berginstitut in Sankt Petersburg, mit dem Abschluss 1886.

### Wissenschaftliche Tätigkeiten 1887 bis 1918
Danach unternahm er Forschungsreisen nach Mittelasien, in die Mongolei und bis Nordchina, an denen auch seine Söhne Wladimir und Sergei teilnahmen. Von 1889 bis 1892 war er Geologe am Bergamt in Irkutsk. Ab 1901 lehrte er an der Bergbauabteilung des Sibirischen Technologischen Instituts in Tomsk. Aufgrund der politischen Wirren gab er das 1912 auf.

### Wissenschaftliche Tätigkeiten 1919 bis 1956
Von 1919 bis 1921 war Wladimir Obrutschew Professor und Dekan der Universität Simferopol und von 1921 bis 1929 Professor für Angewandte Geologie und Lagerstättenkunde an der Bergbauakademie Moskau. Ab 1928 war er wirkliches Mitglied der Sowjetischen Akademie der Wissenschaften, deren Geologisches Institut und Komitee zum Permafrost er bis zu seinem Rücktritt 1936 leitete. 1937 leitete er die russische Delegation auf dem 17. Internationalen Geologenkongress in Moskau.

## Publikationen

### Wissenschaftliche Publikationen
Wladimir Obrutschew veröffentlichte zahlreiche wissenschaftliche Schriften über die Geologie von Sibirien, Zentralasien, Erz- und Goldlagerstätten und das Lößproblem. Außerdem schrieb er eine vierbändige Geschichte der geologischen Erforschung von Sibirien.

### Phantastische Literatur
Daneben schrieb er noch eine Reihe vorwiegend phantastischer Romane für die Jugend, in denen er sein Wissen über Geographie, Geologie und Erdgeschichte einfließen ließ. Damit gilt er als einer der bedeutendsten Vertreter der frühen phantastischen Literatur der Sowjetunion.
Plutonien (1924)
1924 schrieb er seinen wohl populärsten Roman „Plutonien“, den man mit „Die Reise zum Mittelpunkt der Erde“ von Jules Verne und „Die vergessene Welt“ von Arthur Conan Doyle vergleichen kann. Anhand einer abenteuerlichen Handlung greift er die Hohlwelttheorie auf und nutzt sie zu einem spannenden Roman über die Erdgeschichte. Zusätzlich lässt er sein Wissen über urzeitliche Tiere einfließen.
Das Sannikowland (1926)
1926 folgte der Roman „Das Sannikowland“, der nicht weniger erfolgreich werden sollte und 1972 verfilmt wurde. Diesmal griff er die Hypothese eines durch Vulkanismus eisfrei gehaltenen Landes innerhalb des Polarkreises auf, dessen Existenz von ihm und einigen anderen russischen Forschern immer wieder für nicht unmöglich gehalten worden war.
Goldsucher in der Wüste (1928)
1928 schilderte er in „Goldsucher in der Wüste“ das Leben chinesischer Bergleute in der Dsungarei während der Dunganenaufstände. Der Erzählungsband „In der Felsenwildnis Innerasiens“ (1951) bildet zeitlich gesehen eine Fortsetzung dieses Bandes. Die locker aneinandergereihten Geschichten schildern die Abenteuer eines russischen Kaufmanns und Schatzgräbers, der Ende des 19. Jahrhunderts auf der Suche nach Goldbergwerken, Ruinenstädten und Klöstern die Dsungarei, das Tarimbecken und Tibet durchstreift.

## Bibliographie

### Romane
- Плутония [Необычайное путешествие в недра Земли] (1924)
  - Deutsch: Plutonien. Übersetzt von Herbert Strese. Mit Illustrationen von Gerhard Goßmann. Neues Leben (Das neue Abenteuer, spannend erzählt #4), Berlin 1953. Aktuelle Auflage: 2005, ISBN 3-355-01711-6.
- Земля Санникова (1926, auch als Земля Санникова, или Последние онкилоны)
  - Deutsch: Das Sannikowland. Übersetzt von Bruno Pasch. Illustrationen von Gerhard Goßmann. Neues Leben (Das neue Abenteuer, spannend erzählt #5), Berlin 1953.
- Рудник «Убогий» (1926)
- Золотоискатели в пустыне (1949)
  - Deutsch: Goldsucher in der Wüste. Übersetzt von E. und W. Wonsiatsky. Mit Bildern von Joachim Kölbel. Staackmann, Leipzig 1952. Auch: Mit Illustrationen von Eberhard Binder-Staßfurt. Neues Leben (Das neue Abenteuer, spannend erzählt #16), Berlin 1955.

### Erzählungen
- Коралловый остров (1947)
- В дебрях Центральной Азии (1951)
  - Deutsch: In der Felsenwildnis Innerasiens : Abenteuerliche Reisen. Übersetzt von Marie Jacob und Sigrid Hoffmann. Greifenverlag, Rudolstadt 1955.
- Бодайбо — река золотая (1958)
- Тепловая шахта (1961, auch als Тепло земных недр, unvollendet)
- На Столбах (1986)

### Kurzgeschichten
- Море шумит (1888)
- Пустоцвет (1907)
- Происшествие в Нескучном саду (1940, auch als Событие в Нескучном саду)
- Путешествие в прошлое и будущее (1940, Fragment)
- Солнце гаснет (1946, Fragment)
- Видение в Гоби (1947)
- Загадочная находка (1947)
- Полёт по планетам (1950)
- Завоевание тундры (1961, Fragment)
- Сказание об Атлантиде (1961, Fragment)

### Essays und Autobiografisches
- Дневники (1899, 2 Bde.)
- Овладение простраством — вступление (1937)
- Как я стал геологом и писателем (1940)
- Через горы и пустыни (1955)
- Воспоминания (1958)
- Воспоминания о детстве и годах учения (1958)
- На горной разведке в старое время (1958)

### Sammlungen
- В старой Сибири (1958, Artikel, Memoiren und Briefe)
- Путешествия в прошлое и будущее (1961)
- За тайнами Плутона (1986)

### Fachliteratur
- Алтайские этюды (1914)
- Геологический обзор золотоносных районов Сибири (1915, 3 Bde.)
- Рудные месторождения (1920)
- Алтаиды (1926)
- Полевая геология („Feldgeologie“, 1930)
- Проблема лёсса (1933)
- Геология Сибири („Geologie von Sibirien“, 1938, 3 Bde.)
- От Кяхты до Кульджи. Путешествие в Центральную Азию и Китай (1938)
- Пограничная Джунгария (1939, 3 Bde.)
- Занимательная геология (1944)
- Основы геологии (1944)
- Восточная Монголия (1947)
- Происхождение гор и материков (1947)
- Путешествия Потанина (1947, auch als Григорий Николаевич Потанин. Жизнь и деятельность)
- Мои путешествия по Сибири (1948)
- По горам и пустыням Средней Азии (1948)
- История геологических исследований Сибири (1949, 5 Bde.)
- Русские исследователи Центральной Азии (1949)
- Справочник путешественника и краеведа (1949, 2 Bde.)

Deutsch:
- Über die Systematik der Erzlagerstätten (= Abhandlungen zur praktischen Geologie und Bergwirtschaftslehre. Band 4, ZDB-ID 501309-4). W. Knapp, Halle 1926.
- Die metallogenetischen Epochen und Gebiete von Sibirien (= Abhandlungen zur praktischen Geologie und Bergwirtschaftslehre. Band 6). W. Knapp, Halle 1926.
- Geologie von Sibirien (= Fortschritte Geologie und Paläontologie. Heft 15, ISSN 2700-6530). Gebr. Borntraeger, Berlin 1926.
- Die Verbreitung der Eiszeitspuren in Nord- und Zentralasien. In: Geologische Rundschau. Band 21, Nummer 4, 1930, S. 243–283, doi:10.1007/BF01812805.

### Bearbeitete Texte
- O. O.: Sibirische Briefe. Eingefùhrt von Paul von Kügelgen, Duncker & Humblot, Leipzig 1894 Digitalisat; herausgegeben von seiner Mutter Paula Obrutschewa, unter Verwendung seiner Briefe[2]

## Ehrungen
Wladimir Obrutschew gilt als einer der bedeutendsten Geologen der Sowjetunion. Er erhielt zahlreiche Auszeichnungen und Ehrungen
Orden
- Orden des Heiligen Wladimir (1895)[3]
- Mitglied der Leopoldina (1925)[4]
- Leninpreis (1926)[3]
- Orden des Roten Banners der Arbeit (1938)[3]
- Stalinpreis (1941, 1950)[3]
- Leninorden (1943, 1945, 1948, 1953, 1953)[3]
- Medaille „Für heldenmütige Arbeit im Großen Vaterländischen Krieg 1941–1945“[3]
- Held der sozialistischen Arbeit[3]
- Ehrenpräsident der Geographischen Gesellschaft der UdSSR.

Namensgeber
- Namensgeber für die Obruchev Hills im Königin-Marie-Land, Antarktika (seit 1956)
- Namensgeber für den Mount Obruchev im Georg-V.-Land, Antarktika (seit 1958)
- Namensgeber für den Obrutschew-Gletscher im Königin-Marie-Land, Antarktika (Datum unbekannt)
- Namensgeber für den Asteroiden des äußeren Hauptgürtels (3128) Obruchev und den Mondkrater Obruchev[5]